# Accord de Brioni
L'accord de Brijuni ou de Brioni est un accord signé dans les îles Brijuni en Croatie le 7 juillet 1991 entre la Slovénie, la Croatie et la Yougoslavie sous l’égide de la Communauté européenne. 

## Raisons
Ce traité visait à mettre fin à la guerre de Slovénie qui avait éclaté à la suite des récentes (25 juin 1991) déclarations d’indépendance de la Slovénie et de la Croatie. Ces deux républiques étaient jusqu’alors membres de la fédération yougoslave et ce depuis la fin de la Seconde Guerre mondiale. En échange de l’arrêt des hostilités, la Slovénie et la Croatie devaient geler le processus d’indépendance pendant trois mois,. La guerre de Slovénie dura 10 jours et le nombre de victimes fut de moins de 60 Yougoslaves et de 20 Slovènes,.

## Conséquences
Dès les premiers jours après les déclarations d’indépendance, les militaires de l’armée yougoslave d’origines slovènes et croates partirent dans les armées respectives des deux républiques. La proportion des militaires d’origine Serbe, qui était déjà importante avant la guerre vu l’importance de la république de Serbie en Yougoslavie, ne fit qu’augmenter dans l’armée yougoslave. Alors que jusque-là, la politique yougoslave était orientée vers l’existence d’un pays de tous les Slaves, la politique changea après les déclarations d’indépendance. La politique yougoslave, dirigée de plus en plus majoritairement par les Serbes en raison des souhaits d’indépendance des autres républiques, se transforma en effet en une politique de création d’une Grande Serbie. Le but des Serbes est alors de créer un état Serbe, constitué autour de l’ancienne république de Serbie de Yougoslavie et à laquelle s’ajouteraient toutes les régions proches à majorité serbe.
Après cet accord, la Slovénie n’était plus un enjeu important pour la Yougoslavie et sa nouvelle politique. L’indépendance de ce pays, constitué en majorité d’une population de culture slovène, ne posait pas de problème car la région ne disposait que d’une très faible minorité Serbe. 
Par contre, la Croatie disposait d’une population serbe importante notamment dans la région croate de Slavonie et de la Krajina où ceux-ci étaient parfois majoritaires. Le retrait des forces yougoslaves de Slovénie se termina totalement en octobre 1991. Dès juillet 1991, les forces serbes en Croatie attaquent et les combats durèrent plusieurs mois. Fin 1991, les forces yougoslaves menées alors par les serbes avaient conquis un tiers du territoire croate. Cela mena en Croatie à la création des trois régions autonomes que sont la République serbe de Krajina, la Slavonie occidentale et la Slavonie orientale,. En Croatie, 30 000 croates et serbes furent tués durant la guerre de Croatie.
La Croatie et la Slovénie ont réaffirmé leurs déclarations d’indépendance le 8 octobre 1991 après la fin de la période de gel de processus d’indépendance. L’indépendance de la Slovénie et de la Croatie ne sera officiellement reconnue que le 15 janvier 1992.

## Participants
La délégation européenne était composée des ministres des affaires étrangères Hans van den Broek (Pays-Bas), Jacques Poos (Luxembourg) et João de Deus Pinheiro (Portugal). La délégation yougoslave était composée du président du gouvernement fédéral yougoslave Ante Marković, du ministre de l’Intérieur Petar Gračanin, du ministre des affaires étrangères Budimir Lončar et du vice-amiral Stane Brovet ainsi que d’autres membres des institutions yougoslaves. La république de Slovénie était représentée par son président Milan Kučan, par son premier ministre Lojze Peterle, par son ministre des affaires étrangères Dimitrij Rupel, du représentant slovène de la Yougoslavie Janez Drnovšek et du président du parlement slovène France Bučar. La république de Croatie était représentée par son président Franjo Tuđman.